# Levi Olson
Levi Olson (* 18. Februar 1998 in Saskatoon, Saskatchewan) ist ein kanadischer Volleyballspieler.

## Karriere
Olson begann seine Karriere an der Centennial Collegiate. Von 2018 bis 2023 studierte er an der University of Saskatchewan und spielte in der Universitätsmannschaft Huskies. Nach dem Studium wechselte er 2023 zunächst zum tschechischen Verein SKV Ústí nad Labem. Im Dezember 2023 wurde der Universalspieler jedoch nachträglich vom deutschen Bundesliga-Aufsteiger FT 1844 Freiburg verpflichtet. Die Freiburger verpassten als Tabellenzehnter der Bundesliga-Saison die Playoffs. 2024 wechselte Olson nach Zypern zu APOEL Nikosia.